# Nacional de Clubes
Die Nacional de Clubes (auch Torneo Nacional de Clubes oder Campeonato Nacional de Clubes genannt) ist der höchste Rugby-Union-Wettbewerb für Vereinsmannschaften in Argentinien. Sie wird von der Unión Argentina de Rugby (UAR) organisiert und umfasst 16 Mannschaften. Von diesen stammen jeweils acht aus der Provinz Buenos Aires und acht aus den übrigen Provinzen Argentiniens.
Es gibt auch eine zweite Liga, Nacional de Clubes B, mit einem ähnlichen Format.

## Format
Von 1993 bis 2008 wurde das Format "Club National" ausgetragen. Es umfasste 16 Mannschaften in vier Gruppen zu je vier Mannschaften, die in einem Rundenturnierformat gegeneinander antraten. Die beiden Teams mit der besten Punktzahl qualifizierten sich für die anschließende K.-o.-Runde. Für die nationale Meisterschaft qualifizierten sich die Mannschaften entsprechend ihrer Platzierung in ihrer regionalen Meisterschaft und der Anzahl der Plätze, die jeder Region zugewiesen wurden:
- 8 aus dem Torneo de la URBA
- 2 aus dem Torneo Regional del Noroeste
- 2 aus dem Torneo Regional del Litoral
- 2 aus dem Torneo de Córdoba
- 1 aus dem Torneo Cuyano
- 1 aus dem Torneo de Mar del Plata

Aufgrund von Terminproblemen führte die UAR im Jahr 2009 das Torneo del Interior wieder ein, einen Wettbewerb, an dem Vereine aus allen Provinzverbänden außerhalb von Buenos Aires teilnahmen. Das neue Format dieses Turniers fiel mit einer kompletten Überarbeitung des Systems der Nacional de Clubes zusammen. sodass der Wettbewerb von nur vier Mannschaften bestritten wurde. Der Wettbewerb begann mit dem Halbfinale, bei dem der Interior-Meister gegen den URBA-Vizemeister sowie der Interior-Vizemeister gegen den URBA-Meister antraten. Nachdem die Nacional de Clubes 2012 und 2013 wegen Terminproblemen ganz ausgefallen war, kündigten UAR und URBA für 2014 die Rückkehr zum ursprünglichen Format an, nachdem sie eine entsprechende Vereinbarung getroffen hatten.
In den Jahren 2020 und 2021 fiel der Wettbewerb wegen der COVID-19-Pandemie erneut aus.

## Finalspiele

### Seit 1993
| Jahr | Meister                            | 2. Finalist            | Ergebnis          |
| ---- | ---------------------------------- | ---------------------- | ----------------- |
| 1993 | San Isidro Club                    | Tucumán Rugby Club     | 27:19             |
| 1994 | San Isidro Club                    | Club La Tablada        | 28:12             |
| 1995 | CA San Isidro                      | La Plata Rugby Club    | 19:6              |
| 1996 | Hindú Club                         | Asociación Alumni      | 21:11             |
| 1997 | Jockey Club de Rosario             | Hindú Club             | 24:14             |
| 1998 | Club San Cirano                    | Club San Luis          | 22:22             |
| 1999 | Club La Tablada                    | Duendes Rugby Club     | 23:22             |
| 2000 | nicht ausgetragen                  | nicht ausgetragen      | nicht ausgetragen |
| 2001 | Hindú Club                         | Asociación Alumni      | 27:14             |
| 2002 | Asociación Alumni                  | Jockey Club de Rosario | 23:21             |
| 2003 | Hindú Club                         | Duendes Rugby Club     | 31:27             |
| 2004 | Duendes Rugby Club                 | Los Tarcos Rugby Club  | 32:21             |
| 2005 | Hindú Club                         | Club San Luis          | 17:13             |
| 2006 | San Isidro Club                    | Tala Rugby Club        | 36:7              |
| 2007 | La Plata Rugby Club                | Tucumán Rugby Club     | 32:13             |
| 2008 | San Isidro Club                    | La Plata Rugby Club    | 33:8              |
| 2009 | Duendes Rugby Club                 | Hindú Club             | 28:18             |
| 2010 | Hindú Club                         | Club La Tablada        | 25:22             |
| 2011 | Duendes Rugby Club                 | Club La Tablada        | 26:23             |
| 2012 | nicht ausgetragen                  | nicht ausgetragen      | nicht ausgetragen |
| 2013 | nicht ausgetragen                  | nicht ausgetragen      | nicht ausgetragen |
| 2014 | Club Universitario de Buenos Aires | Duendes Rugby Club     | 21:20             |
| 2015 | Hindú Club                         | Club Newman            | 27:25             |
| 2016 | Hindú Club                         | Belgrano AC            | 38:23             |
| 2017 | Hindú Club                         | Tala Rugby Club        | 20:10             |
| 2018 | Hindú Club                         | Club Newman            | 25:0              |
| 2019 | Hindú Club                         | Jockey Club de Rosario | 18:13             |
| 2020 | nicht ausgetragen                  | nicht ausgetragen      | nicht ausgetragen |
| 2021 | nicht ausgetragen                  | nicht ausgetragen      | nicht ausgetragen |

### Gesamttabelle
| Verein                             | Titel                                        |
| ---------------------------------- | -------------------------------------------- |
| Hindú Club                         | 10 (1996, 2001, 2003, 2005, 2010, 2015–2019) |
| San Isidro Club                    | 4 (1993, 1994, 2006, 2008)                   |
| Duendes Rugby Club                 | 3 (2004, 2009, 2011)                         |
| CA San Isidro                      | 1 (1995)                                     |
| Jockey Club de Rosario             | 1 (1997)                                     |
| Club San Cirano                    | 1 (1998)                                     |
| Club San Luis                      | 1 (1998)                                     |
| Club La Tablada                    | 1 (1999)                                     |
| Asociación Alumni                  | 1 (2002)                                     |
| La Plata Rugby Club                | 1 (2007)                                     |
| Club Universitario de Buenos Aires | 1 (2014)                                     |